# 原爆ドーム前停留場
原爆ドーム前停留場（げんばくドームまえていりゅうじょう、原爆ドーム前電停）は、広島市中区基町にある広島電鉄本線の停留場である。駅番号はM09。
ユネスコの世界遺産に登録された原爆ドームの最寄り停留場であり、日本語のほか英語でも「Atomic Bomb Dome」と車内放送される。また当停留場に停車するときには、慰霊碑の鐘の音をモチーフとした音が車内放送で流れる。

## 歴史

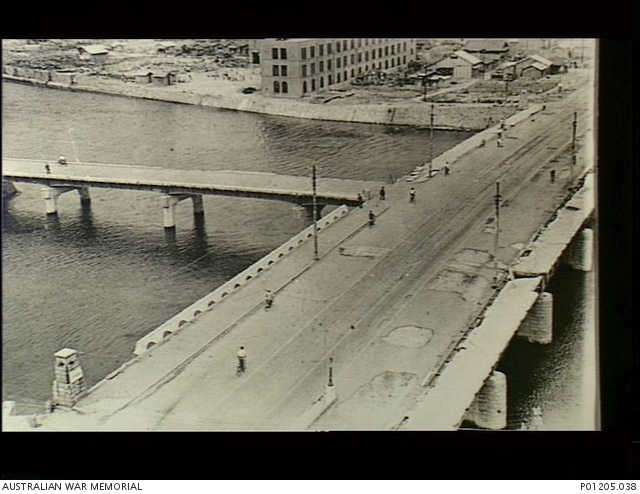
1947年。手前が相生橋停留場。

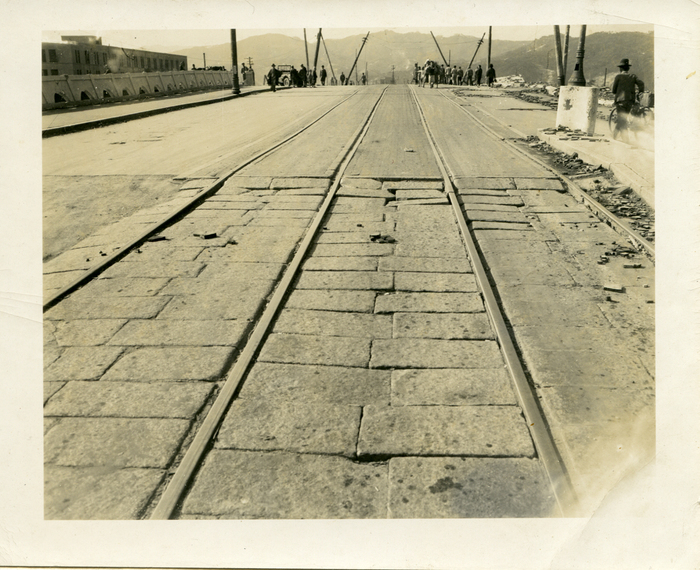
1945年。相生橋停留場から西方向を望む。

1912年（大正元年）11月23日に本線が広島駅前から開通した際、その路線は当停留場まで工事が完了していた。しかしトラブルもあって同日実際に営業を開始したのは手前の紙屋町までで、紙屋町から当停留場までの区間の営業開始はそれより2週間後の12月8日のことである。同日、当停留場から先、己斐までの区間も合わせて通じている。
開業時の停留場名は櫓下停留場（やぐらしたていりゅうじょう、やぐらのしたていりゅうじょう）で、これはかつて当地に広島城三番櫓があったことに由来する。線路の北側には櫓下変電所も設けられ、ここから路面電車に電気が供給された。その後、広島市で昭和産業博覧会が開催された1929年（昭和4年）ごろに相生橋停留場（あいおいばしていりゅうじょう）に改称。この停留場名にもなっている相生橋は停留場の西にあり、はじめは軌道と道路とで橋が分けられていたが1932年（昭和7年）に併用橋として架け替えられ、T字型という特徴的な形状となった。
太平洋戦争下の1944年（昭和19年）、相生橋停留場は営業を休止する。そして翌年の1945年（昭和20年）8月6日に広島市への原子爆弾投下が発生。投下の際、T字型の相生橋は格好の目標になったとされる。爆心地の直近であった当地も甚大な被害を受け、先述の櫓下変電所は瞬時に倒壊、相生橋の下流にあった広島県産業奨励館も破壊された。広島電鉄の市内線も全線が休止されるが、己斐方面から復旧が行われ、1か月後の9月7日には当停留場を含む八丁堀 - 左官町間が運行を再開した。
原爆投下により破壊されたものの全壊を免れた広島県産業奨励館は戦後、原爆ドームとして保存されることになった。この原爆ドームおよび広島平和記念公園を訪れる人々への案内のため、1974年（昭和49年）12月に停留場名は相生橋から原爆ドーム前に改称されている。

### 年表
- 1912年（大正元年）
  - 11月23日：本線が広島駅前から当停留場まで竣工。同時に営業を開始するが、その区間は広島駅前から紙屋町までであった[2]。
  - 12月8日：紙屋町から己斐まで路線が開通し、当停留場も櫓下停留場として開業[5]。
- 1929年（昭和4年）ごろ：相生橋停留場に改称[5]。
- 1944年（昭和19年）6月10日：休止する[5]。
- 1945年（昭和20年）9月7日：当停留場を含む左官町 - 八丁堀間が営業を再開[5]。
- 1974年（昭和49年）12月16日：原爆ドーム前停留場に改称[5]。
- 1996年（平成8年）10月：駅番号「M10」を付与[6]。
- 2006年（平成19年）7月31日：施設の改良工事が完了、バリアフリー化される[7][8]。
- 2012年（平成24年）3月23日：停留場前の軌道が緑化[9]。
- 2013年（平成25年）2月15日：9号線の運行が江波停留場まで延伸、当停留場にも乗り入れる。
- 2025年（令和7年）8月3日：駅番号を「M09」へ変更[10]。

## 停留場構造
本線はほぼすべての区間で道路上に軌道が敷設された併用軌道で、当停留場も道路上にホームが置かれている。ホームは低床式で上下2面あり、東西方向に伸びる2本の線路を挟み込むように向かい合って配置されている（相対式ホーム）。線路の北側が広島駅方面の上りホーム、南側が広電西広島（己斐）駅方面の下りホームである。
乗り場は広島電鉄が1994年より各所で行った停留場整備の一環で美装化が進み、開放感を旨とした装いに改められたほか、2006年にはバリアフリー化が完了している。ひろしま菓子博の開催を控えた2012年には停留場前の軌道敷に芝生が植生され緑化された。しかしながら、維持管理が難しく芝が枯れやすかったため2023年6月にアスファルトで埋められた。
紙屋町寄りには渡り線がある。停留場の北側正面に広島市民球場があったころは、ナイター試合終了時にこの渡り線を用いて当停留場始発の臨時電車が運行されていた（電車に設置されている方向幕にも当停留場を終着とするためのものが存在する）。
通常は無人駅であるが、ひろしまフラワーフェスティバルおよび、毎年8月6日に行われる広島平和記念式典の開催時などは、臨時の集札員が配置される。また8月6日の原爆投下時刻には、当停留場を被爆電車が営業運行をしながらすれ違う運行ダイヤが組まれる。

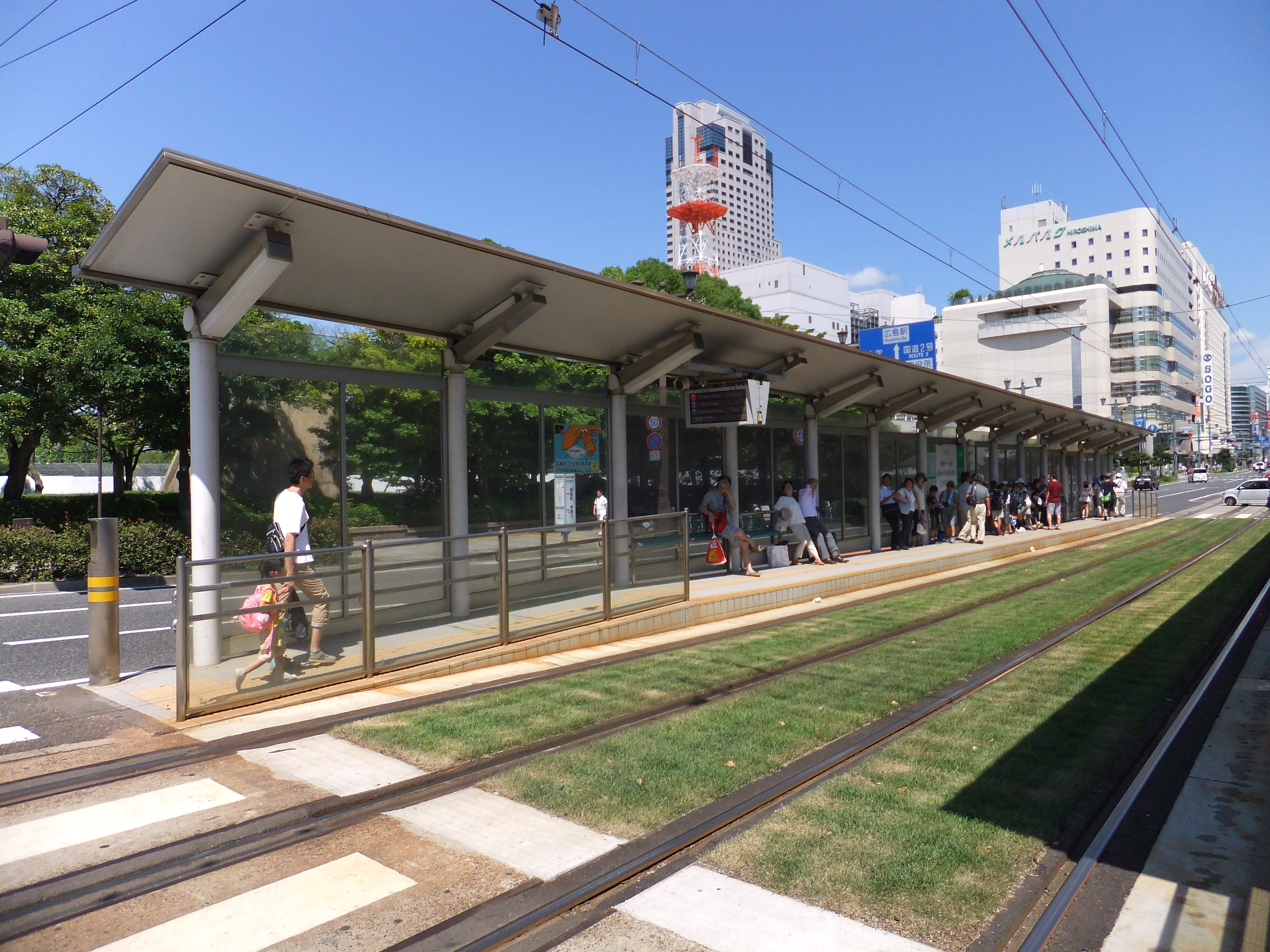
広島駅方面
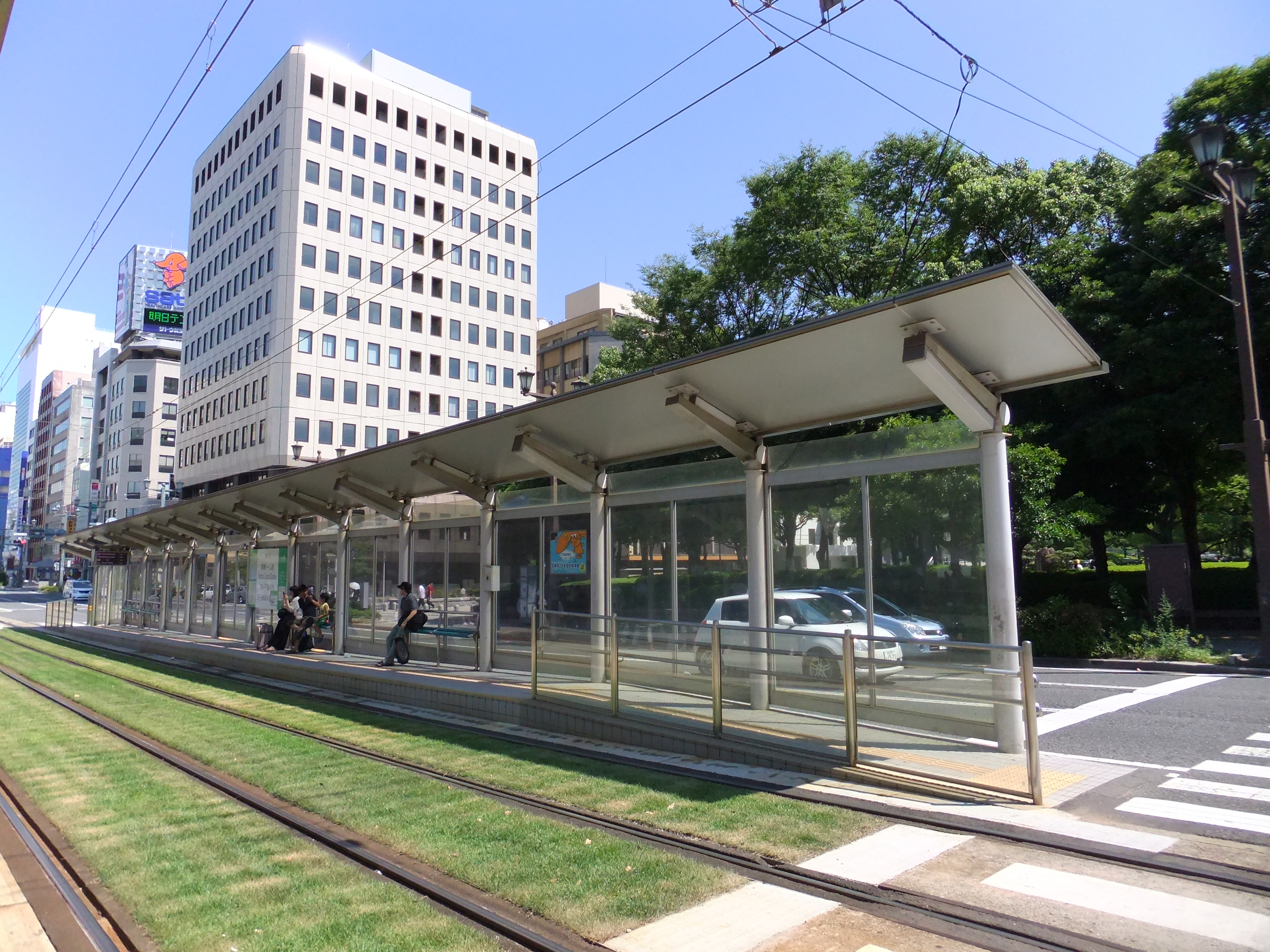
西広島駅方面
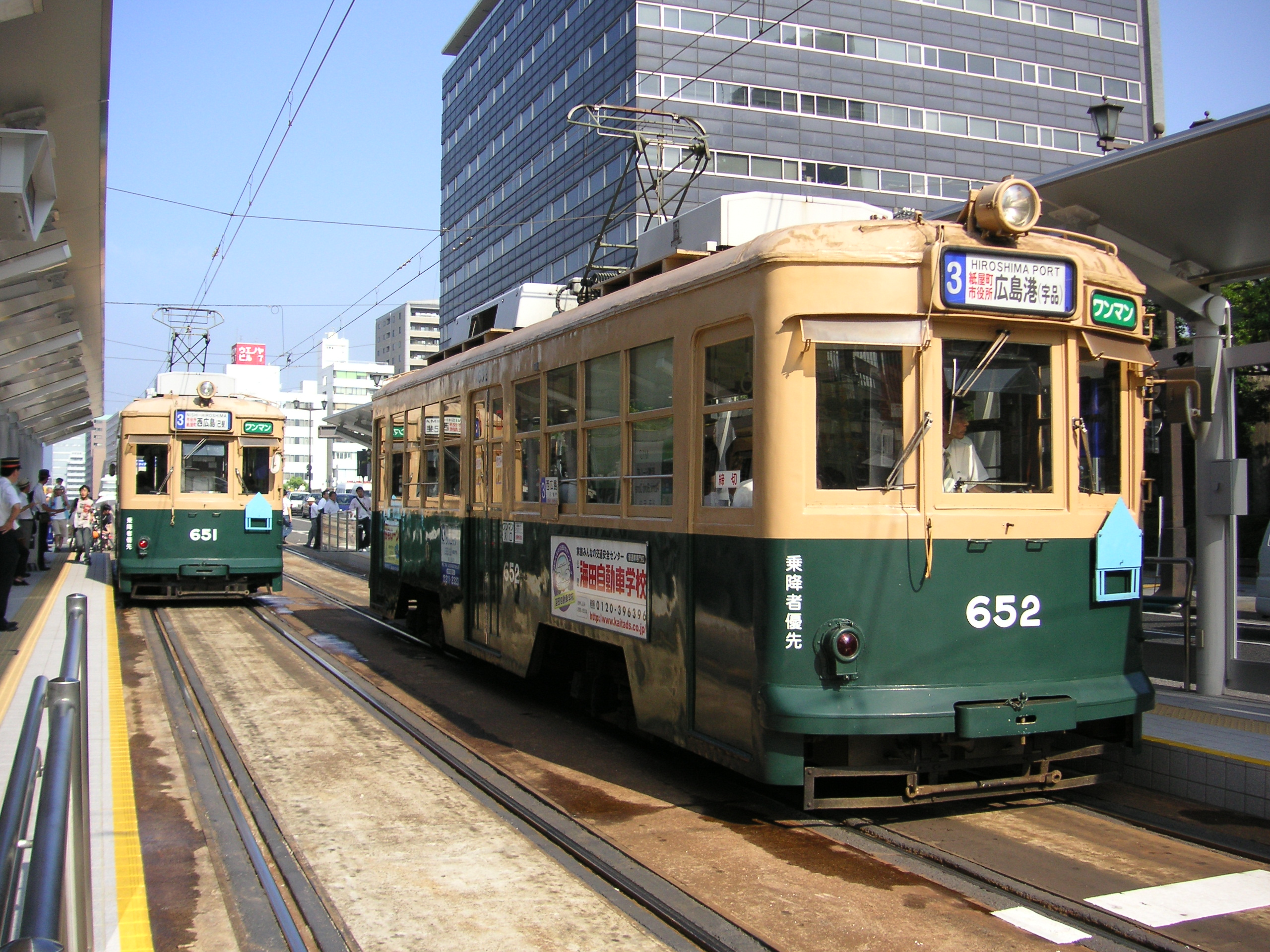
原爆の日に当停留場をすれ違った「被爆電車」650形（2006年）
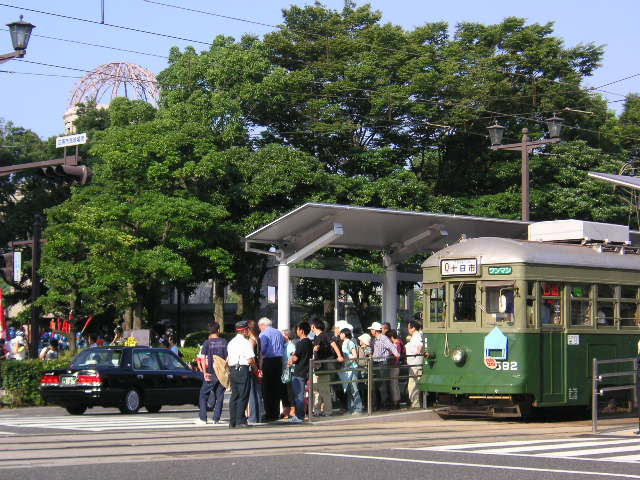
広島平和記念式典開催時の様子（2006年）

### 運行系統
本線には広島電鉄が運行するすべての路線が乗り入れるが、このうち当停留場には2号線、3号線、6号線、7号線、9号線、それに0号線が乗り入れる。
| 上りホーム （紙屋町方面）   | 2号線 · 6号線         | （八丁堀経由）広島駅ゆき             |  |
| 上りホーム （紙屋町方面）   | 7号線                 | （広電本社前経由）広島港（宇品）ゆき |  |
| 上りホーム （紙屋町方面）   | 3号線 · 0号線         | 日赤病院前ゆき                       |  |
| 上りホーム （紙屋町方面）   | 3号線 · 7号線 · 0号線 | 広電本社前ゆき                       |  |
| 上りホーム （紙屋町方面）   | 9号線                 | 白島ゆき                             |  |
| 下りホーム （十日市町方面） | 2号線                 | （広電西広島経由）広電宮島口ゆき     |  |
| 下りホーム （十日市町方面） | 2号線 · 3号線         | 広電西広島（己斐）ゆき               |  |
| 下りホーム （十日市町方面） | 6号線 · 9号線         | 江波ゆき                             |  |
| 下りホーム （十日市町方面） | 7号線                 | 横川駅ゆき                           |  |

## 利用状況
各年度の「移動等円滑化取組報告書（軌道停留場）」によると、近年の1日平均乗降人員は以下の通りである。
| 年度                | 1日平均 乗降人員 |
| ------------------- | ---------------- |
| 2019年（令和 元年） | 4,540            |
| 2020年（令和02年）  | 1,788            |
| 2021年（令和03年）  | 1,899            |
| 2022年（令和04年）  | 3,000            |
| 2023年（令和05年）  | 4,623            |
| 2024年（令和06年）  | 4,956            |

## 停留場周辺

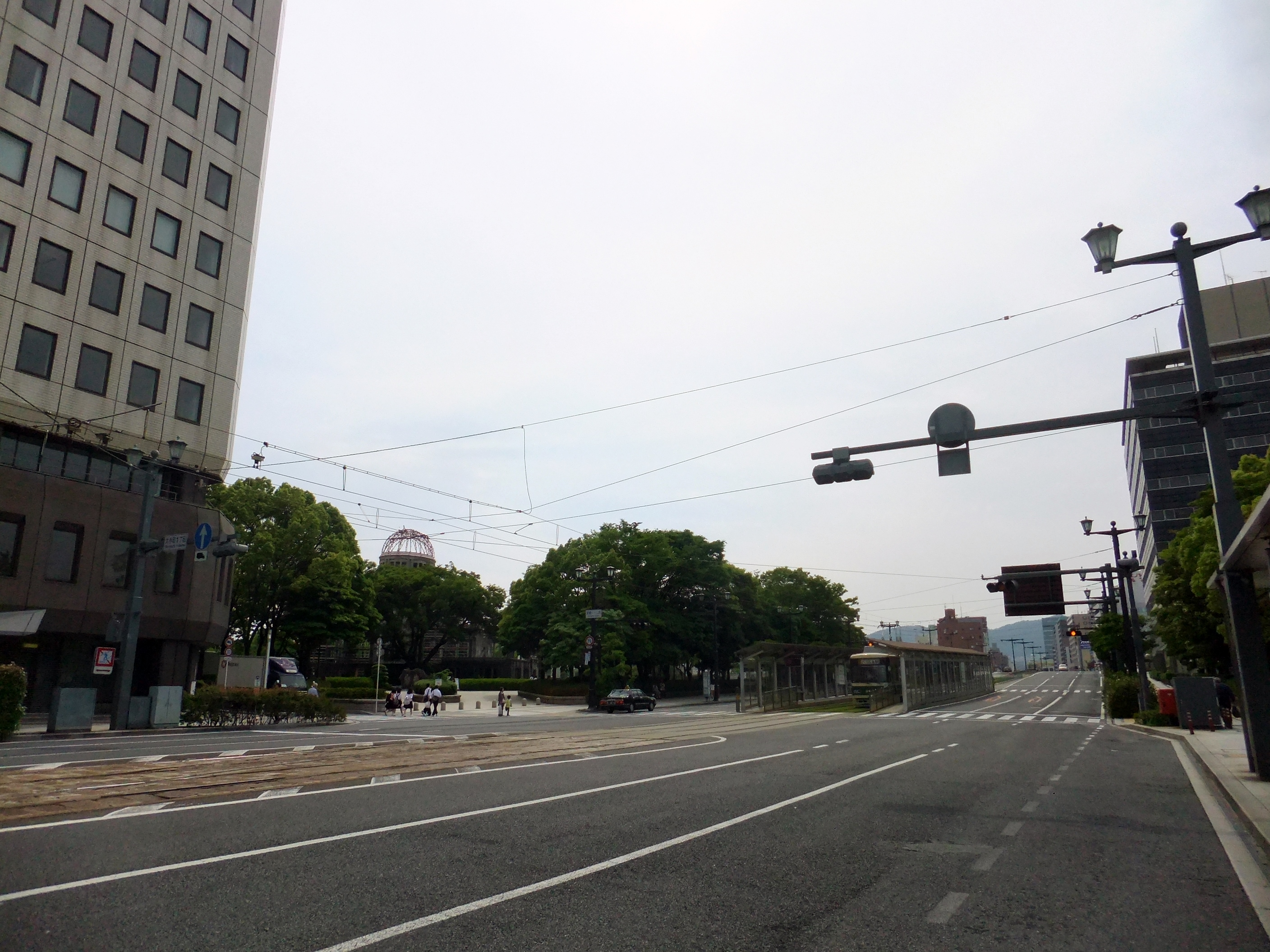
停留場のすぐ横には原爆ドームがある

原爆ドーム、および広島平和記念公園は停留場の南にある。西隣の本川町停留場との間には旧太田川が流れ、軌道は相生橋にて渡河する。この橋より下流で元安川が旧太田川から分流している。橋の東詰北側には広島商工会議所のビルが立地し、その隣には旧広島市民球場の跡地に整備された「旧広島市民球場跡地イベント広場（ひろしまゲートパーク）」がある。
- 広島市中央公園
  - 広島県立総合体育館（広島グリーンアリーナ）
  - 広島市こども文化科学館・広島市こども図書館
  - 広島市立中央図書館・広島市映像文化ライブラリー
- メルパルク広島
- おりづるタワー

## 隣の停留場
広島電鉄
本線
紙屋町停留場 (M07/M08) - 原爆ドーム前停留場 (M09) - 本川町停留場 (M10)